# Liste der Nummer-eins-Hits in Kanada (1979)
Diese Liste enthält alle Nummer-eins-Hits in Kanada im Jahr 1979. Es gab in diesem Jahr 27 Nummer-eins-Singles.
| Singles | Alben |
| --- | ----- |
| - Gino Vannelli – I Just Wanna Stop - 2 Wochen (30. Dezember 1978 – 12. Januar 1979) - Chic – Le Freak - 1 Woche (13. Januar – 19. Januar) - Bee Gees – Too Much Heaven - 1 Woche (20. Januar – 26. Januar, insgesamt 3 Wochen) - Village People – Y.M.C.A. - 2 Wochen (27. Januar – 9. Februar) - Bee Gees – Too Much Heaven - 2 Wochen (10. Februar – 23. Februar, insgesamt 3 Wochen) - Rod Stewart – Da Ya Think I’m Sexy? - 4 Wochen (24. Februar – 23. März) - Bee Gees – Tragedy - 4 Wochen (24. März – 20. April) - Anne Murray – I Just Fall in Love Again - 1 Woche (21. April – 27. April) - The Doobie Brothers – What a Fool Believes - 1 Woche (28. April – 4. Mai) - Amii Stewart – Knock on Wood - 1 Woche (5. Mai – 11. Mai) - Blondie – Heart of Glass - 1 Woche (12. Mai – 18. Mai) - Village People – In the Navy - 1 Woche (19. Mai – 25. Mai) - Peaches & Herb – Reunited - 2 Wochen (26. Mai – 8. Juni) - Donna Summer – Hot Stuff - 2 Wochen (9. Juni – 22. Juni) - Bee Gees – Love You Inside Out - 1 Woche (23. Juni – 29. Juni) - Supertramp – The Logical Song - 2 Wochen (30. Juni – 13. Juli) - Sister Sledge – We Are Family - 2 Wochen (14. Juli – 27. Juli) - Anita Ward – Ring My Bell - 2 Wochen (28. Juli – 10. August) - Donna Summer – Bad Girls - 2 Wochen (11. August – 24. August) - Patrick Hernandez – Born to Be Alive - 2 Wochen (25. August – 7. September) - The Knack – My Sharona - 3 Wochen (8. September – 28. September) - Kiss – I Was Made for Lovin’ You - 1 Woche (29. September – 5. Oktober) - Electric Light Orchestra – Don’t Bring Me Down - 1 Woche (6. Oktober – 12. Oktober) - Robert Palmer – Bad Case of Loving You (Doctor, Doctor) - 2 Wochen (13. Oktober – 26. Oktober) - M – Pop Muzik - 2 Wochen (27. Oktober – 9. November) - The Knack – Good Girls Don’t - 1 Woche (10. November – 16. November) - Eagles – Heartache Tonight - 2 Wochen (17. November – 30. November) - Styx – Babe - 6 Wochen (1. Dezember 1979 – 11. Januar 1980) |       |